# Mandljevec
Mandljevec (znanstveno ime Prunus dulcis) spada v rod sliv (Prunus) iz družine rožnic; znotraj rodu Prunus, je klasificiran v podrod Amygdalus (mandljevec). Od drugih vrst mandljevcev se loči po značilni nagubani lupini semena. Mandelj je seme mandljevca. Botanično gledano mandelj ni seme, pač pa je koščičast plod.

## Opis
Mandljevec je značilen za rodovitni polmesec, Iran, raste od severozahodne Saudske Arabije do severozahodne Jordanije, Izraela, Libanona, zahodne Sirije in južne Turčije. Je majhno listnato drevo, ki zraste od 4 do 10 metrov visoko in ima premer debla do 30 centimetrov. Listi so dolgi 1 cm in široki 1,2–4 cm ter imajo 2.5 cm dolg pecelj. Cvetovi so beli ali svetlo rožnati s premerom 3–5 cm s petimi cvetnimi listi. Cvetovi zrastejo sami ali v paru, še pred listi, zgodaj spomladi.
Sadež je koščičast, 3,5–6 cm dolg, z nagubano lupino. Zunanja lupina je sivo-zelena kosmata prevleka oz. lupina, (mesnata pri drugih članih Prunus, kot sta sliva ali češnja), ki vsebuje trdo skorjo in užitno seme. Po navadi je prisotno samo eno seme, vendar pa se lahko zgodi, da sta celo dve. Sadeži mandljevca so zreli jeseni 7-8 mesecev po cvetenju.

## Izvor in zgodovina
Divja oblika udomačenega manljevca raste na predelih Levanta; mandljevce v tej regiji moramo najprej kultivirati. Sadež v divjih oblikah vsebuje glikozid, ki se spremeni v strupeno cianovodikovo kislino, ko zdrobimo, prežvečimo ali kako drugače poškodujemo seme. Pred kultivacijo in udomačitvijo so bili divji mandlji obdelani z ekstrahiranjem ali praženjem, da so odstranili njihove toksine in jih nato uporabili v kulinarične namene.
Vendar pa udomačeni mandljevci niso strupeni; navadna genetska mutacija povzroči pomanjkanje glikozida. Takšne mutante so vzgajali že zgodnji kmetovalci, »najprej nenamerno, nato pa namerno«. Zohary in Hopf domnevata, da so bili mandljevci med prvimi udomačenimi drevesi s sadeži. Udomačitev mandljevcev se je pojavila v zgodnji bronasti dobi (3000–2000 pr. n. št.) na Bližnjev vzhodu, ali celo malo prej. Dobro poznani arheološki primer mandljevcev je najdba mandljev v Tutankamonovi grobnici v Egiptu (1325 pr. n. št.), ki so bili najbrž uvoženi iz Levanta. Udomačene mandljevce lahko najdemo tudi vse tja do Islandije, čeprav uradna distribucija drevesa v Evropi kaže, da je Nemčija najbolj severna država.

## Sladki in grenki mandljevci
Obstajata dve sorti mandljevca, prva (Prunus dulcis), po navadi z belimi cvetovi, na kateri rastejo sladki mandlji in druga (Prunus dulcis var. amara) po navadi z rožnatimi cvetovi, z grenkimi mandlji. Jedro sladkega mandlja vsebuje nehlapljivo olje in emulzijo. Do začetka 20. stoletja so olje uporabljali v medicini s prepričanjem, da ga ne smejo mešati z oljem grenkega mandlja. Še vedno se uporablja v alternativni medicini za aromaterapije, navadna medicina pa je povsem opustila njegovo uporabo.
Grenki mandelj je običajno širši in krajši od sladkega ter vsebuje okoli 50% nehlapljivega olja, ki je prisoten tudi v sladkem mandlju. Grenki mandelj lahko vsebuje od 4–9 mg vodikovega cianida. Izvleček grenkega mandlja so včasih uporabljali v medicinske namene, vendar so lahko posledice uporabe hude že v majhnih dozah in smrtonostne pri večjih. Pred zaužitjem je potrebno seveda ekstrahirati cianid.

## Uporaba v kulinariki
Čeprav se mandlji pogosto jedo sami oz. pečeni, jih uporabljajo tudi v nekaterih jedeh. Skupaj še z drugimi oreščki se uporabljajo za posipavanje desertov, po navadi za sladoledne jedi s sadjem. Uporablja se tudi pri izdelavi baklav. Obstaja tudi mandljevo maslo, ki je podobno kikirikijevemu maslu, vendar ne predstavlja problemov ljudem z alergijo na kikiriki in ima manj slan okus. Ponekod jedo tudi mlad sadež mandlja, ko je še vedno zelen in nima oblikovane trdne lupine. V takšni obliki je na voljo le od sredine aprila do sredine junija.
Sladki mandelj ne vsebuje skoraj nič oglikovih hidratov in ga lahko zdrobimo v moko, ki jo uporabimo za torte in piškote za diete z majhno vrednostjo ogljikovih hidratov in paciente, ki trpijo za sladkorno boleznijo. Mandljeva moka je brez glutena in je zato popularna sestavina pri kuhanju jedi za ljudi, ki so občuljivi na gluten imajo alergije na škrob ali trebušne bolezni. Mandlji so lahko procesirani tudi v nadomestek za mleko - mandeljevo mleko, ki je primerno za ljudi, ki so alergični na luktozo, vegetarjance, itd.

### Mandljevo olje
"Oleum Amygdalae" je nehlapljivo olje, pripravljeno iz več vrst mandljev, z rahlim vonjem in okusom po oreščkih. Je skoraj netopno v etanolu, vendar dobro topno v kloroformu ali etru. Lahko ga uporabljamo kot nadomestilo za olivno olje.
Sladko mandljevo olje pridobivamo iz posušenih semen mandljevca. To olje tradicionalno uporabljajo maserji, da namažejo kožo med masažo, saj je znano kot učinkovito pomirjevalo. Mandljevo olje se uporablja tudi za ohranjanje lesa pri nekaterih lesenih instrumentih (npr. oboa in klarinet).

### Mandljev sirup
Nekdaj je bil mandljev sirup mešanica med sladkimi in grenkimi mendlji, običajno narejen s pomočjo ječmenovega sirupa. Običajno so zmešali deset delov sladkih mandljev in tri dele grenkih mandljev. V današnjih delajo sirup samo iz sladkih mandljev, saj je v grenkih mandljih prisoten cianid.

## Proizvodnja
Svetovna proizvodnja mandljev je okoli 1.7 milijona ton, najmanj leta 1995 (1 milijon ton) in največ leta 2002 (1,85 milijona ton), po podatkih Organizacije za prehrano in kmetijstvo (FAO). Po podatkih FAO je svetovna produkcija mandljev znašala 1,76 milijona ton v letu 2006. Glavne pridelovalke so ZDA (715.623 t, 41%), Španija (220.000 t, 13%), Sirija (119.648 t, 7%), Italija (112.796 t, 6%), Iran (108.677 t, 6%) in Maroko (83.000 t, 5%). Alžirija, Tunizija in Grčija vsaka pridelajo po 3%, Turčija, Libanon in Kitajska pa vsaka 2%. V Turčiji, večina proizvodnje izvira iz polotoka Muğla. V Španiji gojijo več vrst sladkih mandljev, največ Jordanskih mandljev in Valencijskih mandljev. V ZDA je večina proizvodnje skoncentrirana v Kaliforniji.